# جوزيف تال
جوزيف تال (بالعبرية:יוסף טל) (18 سبتمبر 1910-25 أغسطس 2008) ولد باسم (جوزيف غرونتال) كان ملحنا إسرائيليا.

## سيرة
ولد جوزيف غرونتال في بني (حاليا بنوي) قرب بوزنان في الإمبراطورية الألمانية (بولندا في يومنا الحاضر). بعد ولادته بوقت قصير قام والداه أوتيل وجوليوس غرونتال وشقيقته الكبرى غريت بالانتقال إلى برلين حيث قامت الأسرة بإدارة ملجأ للأيتام. فيما كان الأب الحاخام جوليوس غرونتال محاضرا في المعهد العالي للدراسات اليهودية في برلين متخصصا في علم اللغات القديمة. 
درس جوزيف تال في مدرسة الدولة الأكاديمية للموسيقى "Staatliche Akademische Hochschule für Musik" في برلين برفقة ماكس تراب (1887-1971) وهو عازف بيانو ومؤلف موسيقي، هنز نيسن (1887-1971)، كورت ساخ (1881-1951) وبول هندميث (1895-1963) المايسترو الموسيقي وعازف الكمان الشهير.
أكمل تال دراسته في الأكاديمية سنة 1931، وتزوج من الراقصة روزي رونثال بعد عام واحد فقط. قام بالعمل في منح دروس موسيقية.
القوانين النازية المعادية لليهود في مجال العمل جعلت منه عاطلا عن العمل. قام بدراسة التصوير الفوتوغرافي بنية التخصص واكتساب مهنة تؤهله لكي يمنح «شهادة هجرة» إلى فلسطين.
في سنة 1934 هاجر تال وزوجته وابنه ريوفن إلى فلسطين حيث عمل كمصور في حيفا والخضيرة لوقت قصير ثم انتقلت الأسرة إلى «كيبوتس بيت ألفا» جنوبي الناصرة، ثم لاحقا إلى «كيبوتس غيشير»، حيث قرر تكريس وقته للموسيقى.

## أسلوبه
كان تال مخلصا لخلفيته الأوروبية حيث لم يتأثر مطلقا بالتوجهات الموسيقية الأسرئيلية في الأريعينيات والخمسينيات والتي تأثرت بفلكلور العرقيات اليهودية أو بالموسيقى الشرق أوسطية.
قدم نحو سبعة أعمال أوبرالية، 16 عزفا على لوحات مفاتيح البيانو والموسيقى الإلكترونية ونحو 52 أوركسترا وعمل موسيقي منفرد «سولو» إضافة لعشرات المؤلفات المتنوعة بين الموسيقى الإلكترونية والكورال المصاحب وغيرها.
من بين الجوائز التي حصل عليها 1958/1957 منحة من اليونيسكو في مجال دراسة الموسيقى الإلكترونية. «جائزة إسرائيل» في الموسيقى عام 1970. جائزة مدينة برلين الفنية عام 1975. «جائزة وولف» الإسرائيلية عام 1982.